# Distretto di Sant (Ôvôrhangaj)
Il distretto di Sant è uno dei diciannove distretti (sum) in cui è suddivisa la provincia del Ôvôrhangaj, in Mongolia. Conta una popolazione di 3.525 abitanti (censimento 2008). 